# Metropolis (bande dessinée)
Pour les articles homonymes, voir Metropolis.
Metropolis est une série de bande dessinée écrite par Serge Lehman et dessinée par Stéphane de Caneva. Elle met en scène une enquête policière au cœur de la ville franco-allemande de Metropolis.
Cette série de quatre tomes a été éditée par les Éditions Delcourt entre 2014 et 2017. Une intégrale est parue en octobre 2024 chez le même éditeur.

## Synopsis
Pour célébrer l'empêchement du conflit entre la France et l'Allemagne, la ville de Metropolis fut construite comme symbole de la réconciliation franco-allemande.
Au milieu des années 1930, à la suite de la découverte macabre du meurtre de plusieurs femmes, les inspecteurs Gabriel Fauve et Lohmann sont chargés de mener l'enquête.

## Analyse de la série
En lien avec l'univers de La Brigade Chimérique qui racontait la disparition des surhommes européens, la série Metropolis se déroule néanmoins dans un univers parallèle dans lequel la Première Guerre mondiale a pu être évitée.
À travers cet hommage à l’œuvre de Fritz Lang, Serge Lehman met en scène deux inspecteurs, représentant chacun une face sombre et positive de la cité, qui font face à la résurgence des nationalismes. Cette série illustre également l'échec d'une utopie européenne.
Certains des personnages trouvent leurs origines dans des oeuvres antérieures : Louise Schön est la Loulou de Pabst ; le Commissaire Lohmann apparaissait dans M le Maudit et d'autres films. Mais beaucoup d'autres sont des versions alternatives de personnages historiques. Parmi les personnes réelles apparaissant dans l'histoire : Fritz Lang, Adolf Hitler, Winston Churchill, Aristide Briand, Gustav Stresemann, Sigmund Freud, Albert Einstein, Kurt Godel, Charles Péguy, Léon Trotski (sous son vrai nom, Lev Bronstein), Louis-Ferdinand Céline (sous son vrai nom, Docteur Destouches), Jacques Bergier (sous son vrai nom, Yacov Berger), Hugo Gernsback (sous son vrai nom, Hugo Gernsbacher), Antonin Artaud, Renate Müller, Reinhold Hanisch (orthographié Hanish), Peter Kürten, Wernher von Braun, Marcel Duchamp, Erich Fromm, Eva Braun, Max Schmeling, Willy Ley, Robert Ernst..

## Publications
1. Tome 1 (janvier 2014,  (ISBN 978-2756040240))
2. Tome 2 (septembre 2014,  (ISBN 978-2756054025))
3. Tome 3 (août 2015,  (ISBN 978-2756063805))
4. Tome 4 (janvier 2017,  (ISBN 978-2756063812))
5. Intégrale (octobre 2024,  (ISBN 978-2413081685))

## Œuvres reliées à l'univers deMetropolis
Scénario de Serge Lehman.
- La Brigade chimérique, dessin de Gess (L'Atalante, 2009-2010)
- Masqué, dessin de Stéphane Créty (Delcourt, 2012-2013)
- L'Homme truqué, dessin de Gess (L'Atalante, 2013)
- L'Œil de la Nuit, dessin de Gess (Delcourt, 2015-2016)
- La Brigade chimérique - Ultime Renaissance, dessin de De Caneva (Delcourt, 2022)